# Extended play

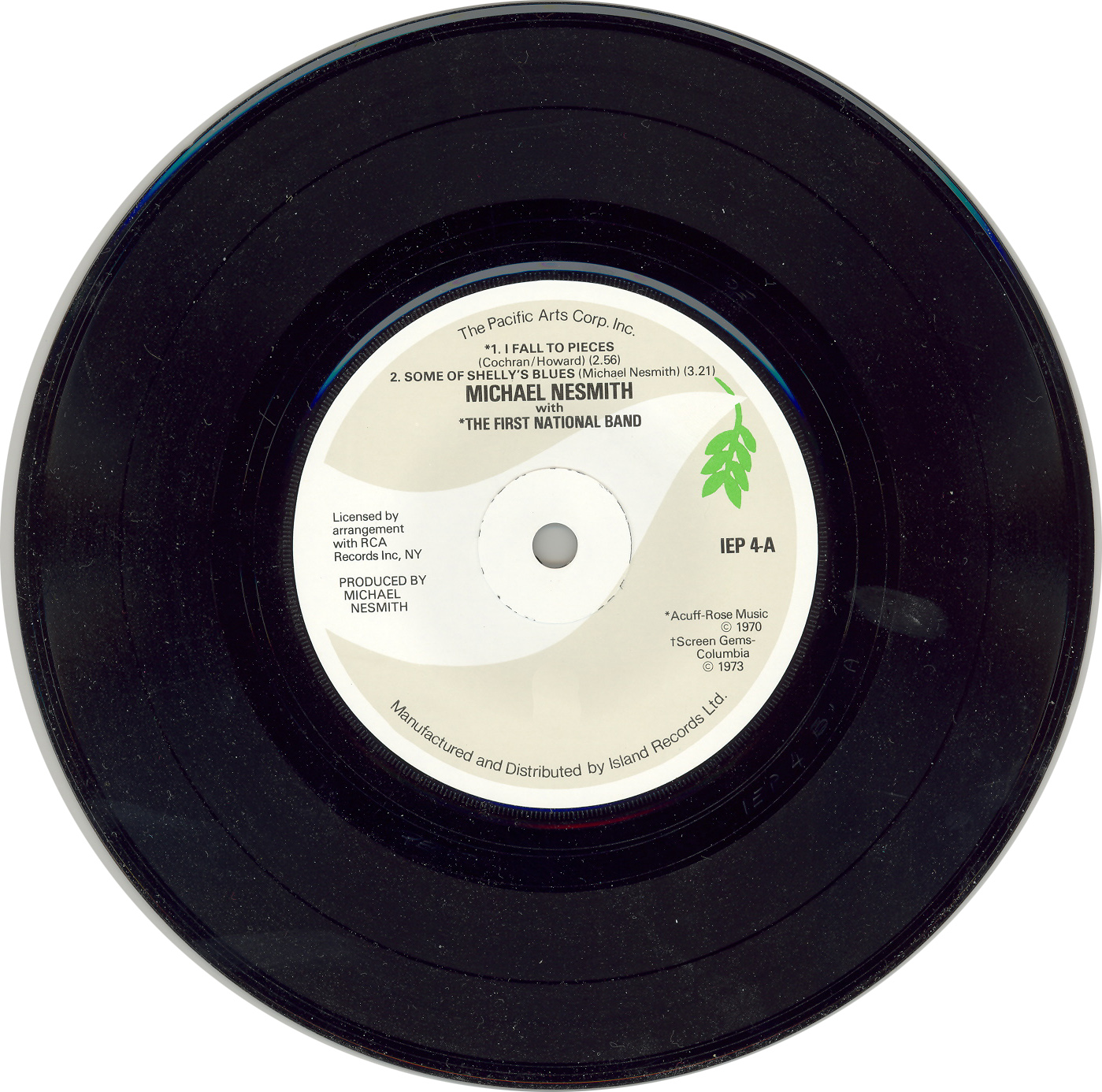
EP din vinil

Extended play (EP) este denumirea dată înregistrărilor pe vinil sau CD care sunt prea lungi pentru a fi numite single-uri dar prea scurte pentru a fi calificate drept LP. De obicei un album conține zece sau mai multe piese (între 40–80 minute), un single are între una și trei (5–15 minute), iar un EP de la patru la șapte (în jur de 15–25 minute). Unii artiști, în special pe vremea vinilurilor, au lansat albume full-length care se puteau potrivi în definiția modernă a EP-ului (Close to the Edge de la Yes durează cam 39 minute; Dirty Mind a lui Prince este cu câteva secunde mai scurt decât o jumătate de oră). De asemenea, există EP-uri care sunt suficient de lungi pentru a fi albume (Smells Like Children al lui Marilyn Manson, de exemplu, care este lung de 54 minute; The Silent Elk of Yesterday de la Estradasphere durează 74 minute).